# RBMK

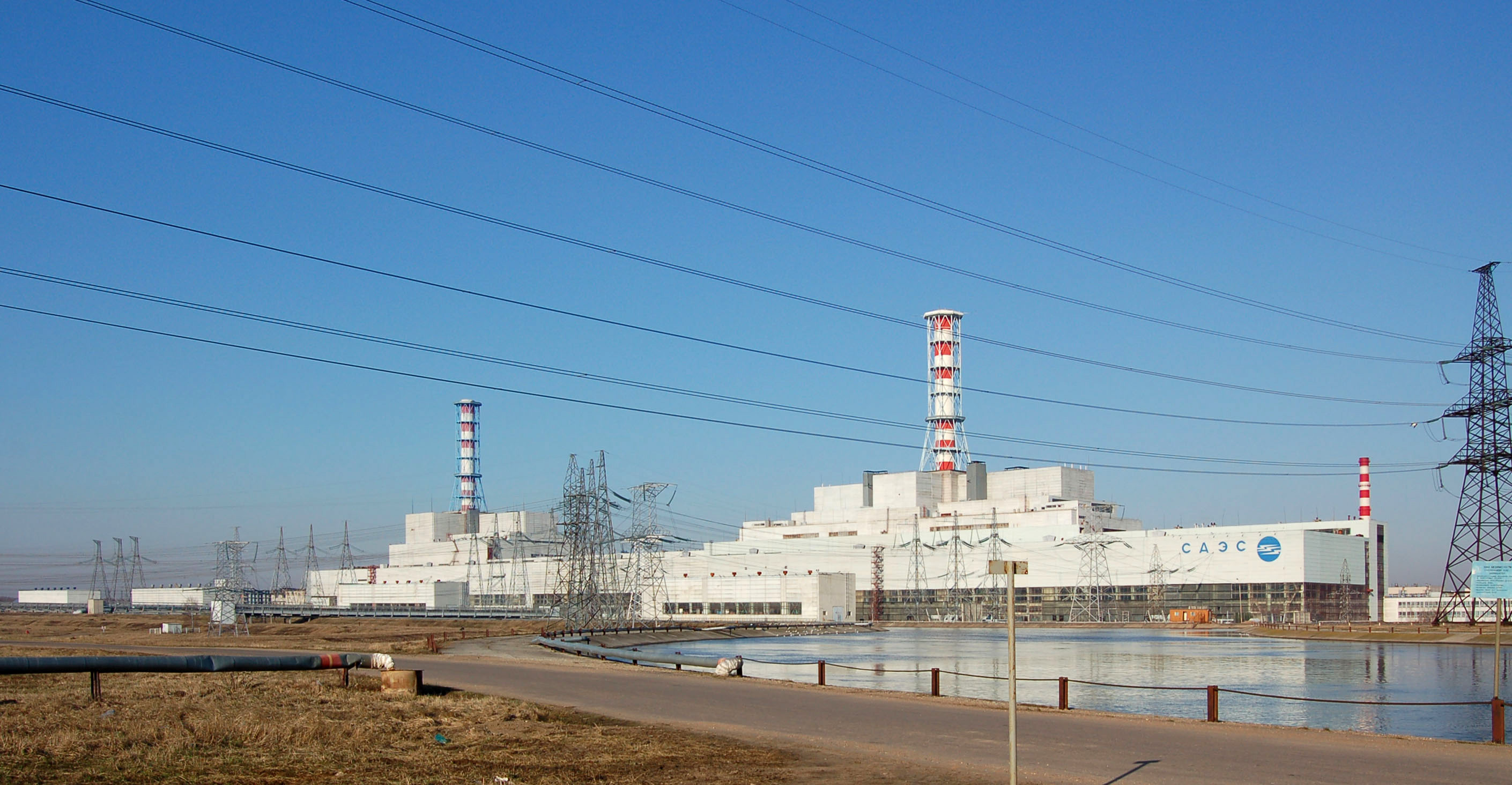
Central nuclear de Smolensk.

RBMK es el acrónimo de reáktor bolshói móschnosti kanálny (en ruso: Реактор Большой Мощности Канальный) que significa "Reactor de condensador de alta potencia", que describe un tipo de reactor nuclear, ahora obsoleto, que fue construido únicamente por la Unión Soviética. En 2004 había todavía varios en funcionamiento, pero ya no había planes para construir más, y los que siguen en operación están bajo presión internacional para que se cierren.
El RBMK fue la culminación del programa soviético para fabricar reactores refrigerados por agua, basados en sus reactores de producción de plutonio moderado por grafito. El primero de ellos AM-1 (de Átom Mirny, que en ruso significa "átomo pacífico"), se diseñó para producir 5 MW eléctricos (30 MW térmicos) y proporcionó energía a Óbninsk de 1954 a 1959. A pesar de su nombre, los reactores de la serie AM estaban diseñados para que pudieran producir plutonio tanto para armas como para energía.
Si se utiliza agua ligera (agua común) como refrigerante y grafito como moderador nuclear, es posible usar uranio natural como combustible. De esta forma, se puede construir un reactor de gran potencia sin que requiera separación de isótopos, tales como uranio enriquecido o agua pesada. Esta configuración también lo hace inestable.

## Diseño

Esquema de un reactor RBMK.

Un RBMK emplea largos tubos verticales de presión (7 m) que discurren a través de un moderador de neutrones de grafito, y es refrigerado por agua, a la que se permite entrar en ebullición en el núcleo a 290 °C, igual que en un reactor de agua hirviendo (BWR). El combustible es óxido de uranio poco enriquecido en conjuntos de combustible de 3,5 m de largo. Dependiente en gran medida la regulación del grafito instalado, el exceso de ebullición simplemente reduce el enfriamiento y la absorción de neutrones sin inhibir la reacción de fisión, con lo que el reactor puede tener un elevado coeficiente de burbuja positivo, lo que hace posible que pueda surgir un problema de retroalimentación positiva, como en el caso del accidente de Chernóbil, cuyo reactor era de este tipo.
Debido a que el agua utilizada para retirar el calor del núcleo en un reactor de agua ligera absorbe algunos de los neutrones libres normalmente generados durante el funcionamiento del reactor, la concentración del isótopo uranio-235, naturalmente fisionable, en el uranio utilizado como combustible en los reactores de agua ligera, debe ser incrementado para incidir en el mantenimiento de la reacción nuclear en cadena en el núcleo del reactor: el resto del uranio del combustible es Uranio-238. El incremento de la concentración de U-235 en el uranio combustible nuclear por encima del que posee en su forma natural se consigue mediante el proceso de enriquecimiento.
El núcleo de combustible de un reactor de agua ligera puede tener hasta 3.000 elementos de combustible. Un elemento está formado por un grupo de barras de combustible selladas, cada una rellenada con bolitas de óxido de uranio (UO2), mantenidas en su lugar por placas de cierre y soportadas por rejillas metálicas separadoras para envolver las barras y mantener la distancia adecuada entre ellas. Se puede pensar en el núcleo de combustible como un repositorio del cual se puede extraer la energía calorífica a través del proceso de reacción nuclear en cadena. Durante el funcionamiento del reactor, la concentración de U-235 en el combustible va disminuyendo a medida que los átomos que están sometidos a la fisión nuclear generan energía calorífica. Algunos átomos de U-238 se convierten en átomos del fisible Pu-239, algunos de los cuales, a su vez, sufren la fisión y producen energía. Los productos creados por las reacciones de la fisión nuclear se retienen en las bolitas de combustible y se transforman en productos absorbentes de neutrones, también llamados venenos nucleares, que actúan ralentizando la tasa de fisión nuclear y producción de calor. A medida que el funcionamiento del reactor prosigue, llega a alcanzarse un punto en el cual la disminución de la concentración de núcleos fisibles en el combustible y el incremento en la concentración de venenos, da como resultado una generación de energía calorífica más baja de lo que sería óptimo. El RBMK dispone de una máquina que puede cambiar el combustible cargado, mientras el reactor sigue produciendo energía.

## Coeficiente de burbuja positivo
El agua ordinaria (ligera) absorbe neutrones de modo razonablemente rápido, y por tanto, al retirar agua del núcleo (como sucede cuando entra en ebullición y es sustituida por vapor) tiende a incrementar la tasa en la que se realiza la reacción nuclear. En un reactor regulado por agua, este efecto queda contrarrestado por la reducción en la regulación, pero en el RBMK el efecto moderador del agua es pequeño comparado con el del grafito, con lo que el efecto resultante es positivo. A esto se le llama un "coeficiente de vacío positivo". El RBMK tal como está diseñado también tiene un "coeficiente de potencia positivo", lo que significa que un incremento de la potencia en el reactor tiende a un mayor incremento de la tasa de reacción. Los coeficientes de vacío positivos y de potencia elevados pueden producir condiciones incontrolables y no han estado permitidos en otros diseños de reactores, pero no han podido ser eliminados del RBMK cuando se utiliza combustible uranio natural. Sólo el rediseño de los elementos combustibles podría mejorar dicha situación.
El RBMK también estaba destinado a utilizar uranio reciclado del combustible reprocesado de un reactor de agua presurizada (PWR), que tenga un resto de bajo enriquecimiento. En esta configuración también resultaba inestable.

## Blindaje
El diseño del RBMK incluye varias clases de blindajes, que se necesitan para el funcionamiento normal. Hay una estructura de metal sellada rellenada de gases inertes, para mantener el oxígeno lejos del grafito (que normalmente está cerca de los 700 °C). Hay también un robusto escudo para absorber la radiación del núcleo del reactor. Esto incluye una base de hormigón, arena y hormigón en los lados, y una gran cúpula de hormigón en la cúspide. Gran parte de la maquinaria interna del reactor está sujeta a esta cúpula, incluidas las conducciones de agua. 

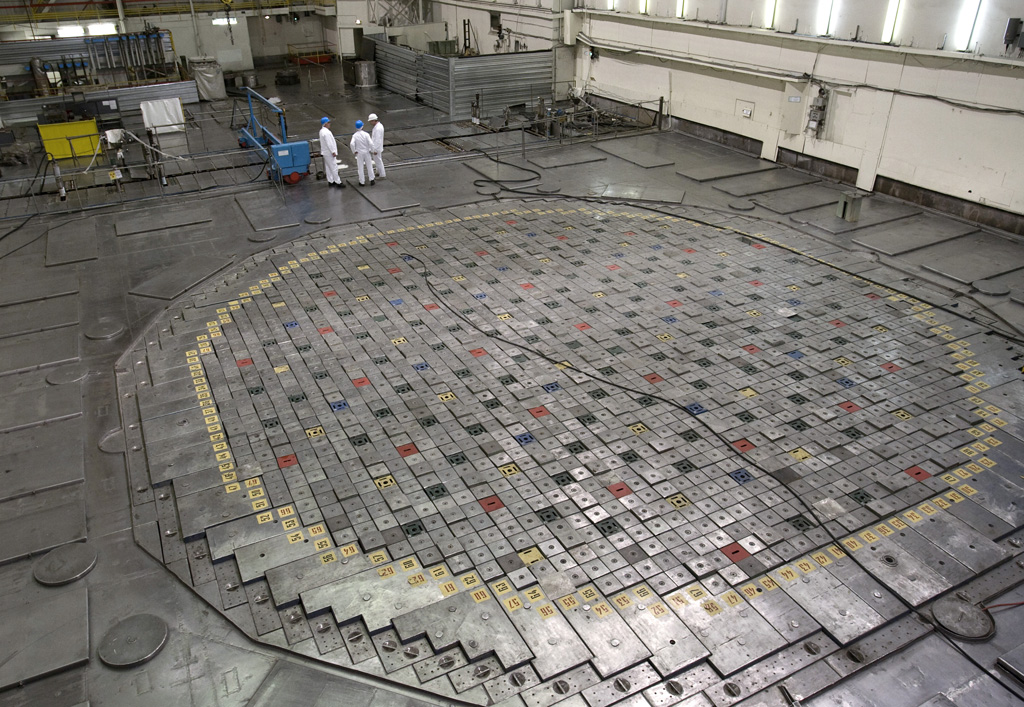
La Tapa De Acero De Un Reactor RBMK En La Central Nuclear de Leningrado (St. Petersburgo)

Inicialmente, el diseño del RBMK se enfocaba sólo a la prevención y atenuación de accidentes, no a la contención de accidentes graves. Sin embargo, a partir del incidente de Three Mile Island su diseño también incorporó una estructura parcial de contención (no un edificio de contención completo) para afrontar emergencias. Las conducciones por debajo del reactor están selladas dentro de fuertes cajas a prueba de escapes con una gran cantidad de agua. Si estas conducciones tienen una fuga, el material radiactivo es absorbido por el agua de estas cajas. No obstante, los reactores RBMK se diseñaron para permitir el cambio de las barras de combustibles sin apagar el reactor, tanto para realimentarlo como para la producción de plutonio para armas nucleares. Esto requiere grandes grúas encima del núcleo, y, como resultado, el reactor RBMK es muy alto (alrededor de 70 m), lo que supone un coste elevado y una dificultad de construcción de una estructura de contención, por lo que las conducciones en la cúspide del reactor no disponen de una estructura de contención de emergencia. Desgraciadamente, en el accidente de Chernóbyl, cuando la presión subió lo suficiente, la cubierta reventó, rompiendo todas estas conducciones superiores.

## Mejoras desde el accidente de Chernóbyl
Desde el accidente de Chernóbil, los restantes RBMK se han hecho funcionar con un número reducido de elementos de combustible conteniendo un tipo más enriquecido (2.4%), permitiéndoles funcionar con relativa seguridad pero contrariando el concepto original. También se han mejorado los sistemas de control, en particular para eliminar las puntas de las barras de grafito sobre las barras de control de carburo de boro que producían un incremento inmediato de la potencia cuando las barras eran insertadas primeramente. En el accidente de Chernóbyl, se le echa la culpa a este diseño por haber disparado la primera explosión verdadera cuando, en un intento de desactivar el reactor que ya se encontraba fuera de control, se pulsó el botón de emergencia, llamado AZ-5. Este botón insertaba todas las barras de control a la vez, en condiciones normales y alta potencia el reactor lo podía soportar, pero ese día estaban haciendo una prueba a baja potencia. Cabe mencionar que un reactor  RBMK, a baja potencia se vuelve más inestable, y dado que el grafito aumentaba momentáneamente la reactividad en el núcleo, la inserción de todas las barras de control al mismo tiempo resultó ser una combinación fatal. Asimismo, otras características del modelo, como el coeficiente de vacío positivo que en la mayoría de otros modelos de reactor (tales como BWR, PWR, VVER y ABWR) suele ser negativo favoreció la explosión, entre otros factores.

## Cierres de centrales nucleares con el reactor RBMK
De los más de 13 RBMK construidos (más otro en construcción en Kursk), se han cerrado los cuatro reactores de la central nuclear de Chernóbil y los dos reactores en la Central Nuclear de Ignalina en Lituania, el último en 2010.